# Crow-reservatet
Crow-reservatet i det syd-centrale Montana er hjemsted for crow-stammen, og det ligger i hjertet af stammens gamle land. Ved oprettelsen i 1868 var det omkring 8.000.000 acres stort, men med stadige godkendelser af nye aftaler med USA blev det gradvist reduceret til omkring 2.200.000 acres. Crow-reservatet er det største af syv indianer-reservater i Montana.:53 
Reservatet er inddelt i distrikterne Pryor, Bighorn, Black Lodge, Reno, Lodge Grass og Wyola. Mountain crowernes efterkommere bebor navnlig de to førstnævnte distrikter i den vestlige del af reservatet. Reno - og Black Lodge-distrikterne i nordøst er hjemsted for flest river crower, mens kicked in the bellies crowerne især holder til i de sydøstlige distrikter Wyola og Lodge Grass.:3 
Af 11.357 registrerede stammemedlemmer levede de 8.143 i reservatet i 2010.:42 

## Crow-reservatet oprettes
I 1851 havde crowerne fået traktat på deres traditionelle prærieområde vest for Powder River med Fort Laramie traktaten (1851). Den nordlige halvdel lå i Montana og resten i Wyoming. Både USA, lakotaerne, cheyennerne og arapahoerne samt andre præriestammer anerkendte grænserne for crow-territoriet. (En lille strækning af grænsen nordvest for Yellowstone River er ikke klart fastlagt i traktaten).:63 
Anført af lakota-høvding Red Cloud invaderede lakotaerne og mange cheyenner for alvor crowernes sydlige traktatområder i 1860erne, skønt det var i strid med fredsaftalen fra 1851 mellem stammerne indbyrdes. Crowerne husker nogle storslag med de fremrykkende arvefjender i nærheden af den nuværende by Wyola,:84  samt en ærefuld sejr vundet over en kombineret styrke lakotaer, cheyenner og arapahoer ved East Pryor Creek i 1864.:6  Efter først at have angrebet og fordrevet crowerne og siden besejret den amerikanske hær i forterne langs emigrant-ruten Bozeman Trail forlangte Red Cloud traktat på de erobrede jagtmarker vest for Powder River. Da to fjendtlige stammer ikke samtidig kunne have traktat på det samme territorium, ville det kun være muligt at opfylde Red Clouds krav efter landafståelser fra crow-stammen. Sådanne landafståelser var også i USA's interesse, da flere skuffede guldgravere i Montana skiftede levevej i 1860erne, slog sig fast ned på prærien og forsøgte sig med f.eks. agerbrug eller kvæghold.:89 
I november 1867 og i maj 1868 foregik der derfor forhandlinger mellem USA's såkaldte Indian Peace Commission og mountain crowerne i Fort Laramie, Wyoming. Høvding Blackfoot (faktisk Sits In The Middle Of The Land) var delegationens hovedtalsmand.:90  Den 7. maj 1868 gik crowerne ind på en traktat, hvormed de accepterede store landafståelser til USA. De beholdt et område i hjertet af deres gamle territorium syd for Yellowstone River, der fremover skulle være deres reservat. Crow-reservatet omfattede bl.a. dalstrøgene langs Bighorn - og Little Bighorn River.:92  River crowerne nord for Yellowstone River havde ikke deltaget i møderne i Fort Laramie om oprettelsen af et reservat, men med tiden så de sig endda nødsaget til at acceptere betingelserne i traktaten indgået af mountain crowerne.:105 
Sideløbende med forhandlingerne med crowerne holdt USA samtaler med lakotaerne. I forventning om at kunne opkøbe crow-områderne vest for Powder River og derved selv få råderet over dem, havde amerikanerne udfærdiget en traktat for lakotaerne allerede den 19. april 1868. Heri anerkendte USA høvding Red Clouds krav.:2  Efter en nøje granskning af traktaten satte Red Cloud endelig sit kryds på Fort Laramie-traktaten (1868) den 5. november.:175  Med krydset gled det vestlige Powder River-område USA af hænde og fik status af lakota-domæne.
USA beholdt størsteparten af de ca. 30.000.000 acres land, som forbundsrepublikken havde opkøbt af crowerne den 7. maj.:92  Flere og flere hvide søgte rigdom og lykke i Montana,:88  og byer som Bozeman, navngivet i august 1864,:742  ville snart skyde op i gammelt crow-land. I 1880 nærmede antallet af nybyggere i Montana sig 40.000.:98 

## Yderligere afståelser af land
Crowerne indgik aftaler om overdragelse af mere land i netop 1880:106  (godkendt af kongressen i 1882):119  og atter i 1891:107  (godkendt i 1892).:231  Derved forsvandt den vestlige halvdel af 1868-reservatet. USA erhvervede en del af det tilbageværende reservatområde langs Yellowstone River i 1904:107  (godkendt i 1906).:239 
Da USA gjorde et forsøg på at give ikke-crower ret til at opkøbe øde fællesområder i reservatet (defineret som ”land i overskud”) i 1917, mødte det heftig modstand blandt crowerne. Den højtuddannede og veltalende Robert Yellowtail forhindrede, at loven blev vedtaget.:xxii 
Mindre landafståelser til USA omfattede bl.a. kamppladsen ved Little Bighorn River i 1876 mellem den amerikanske hær under George A. Custer og lakotaerne og cheyennerne, der havde invaderet crow-reservatet.:107  Den officielle titel på denne turist-attraktion i crow-reservatet er Little Bighorn Battlefield National Monument. :2  Også pladsen med et af forterne langs Bozeman Trail, Fort C. F. Smith, var det vigtigt for USA at erhverve på grund af stedets historiske betydning.:107 
For at kunne skabe det offentlige fritidsområde Yellowtail Dam and Recreation Area i den allersydligste, klippefyldte del af crow-reservatet købte USA omkring 5.000 acres af stammen i starten af 1960erne.:107 
Crowerne vandt en retssag mod USA i 1961 og modtog 10 millioner dollars for mistet land, som stammen ikke havde fået betaling for.:314  En tvist om overlappende grænser mellem crow-reservatet og det tilstødende reservat for de nordlige cheyenner er stadig under behandling.:142 